# Андреа
Андреа је име које је уобичајено широм света и за мушкарце и за жене, сродно Андреју.

## Порекло имена
Име потиче од грчке речи ἀνήρ (anēr), генитива ἀνδρός (andrós), оја се односи на мушкарца, а не на жену (док је човек у смислу људског бића ανθρωπος, ánthropos). Оригинално мушко грчко име, Andréas, представља хипокористик, са функцијама симпатије, мушких грчких имена састављених од префикса andr-, као Андрогеос (човек од земље), Андрокле (човек славе), Андроник (човек победе).
Године 2006. било је треће најпопуларније име у Италији са 3,1% новорођенчади. То је једно од италијанских мушких имена које се завршава на а. У новије и прошло време такође се повремено користило као женско име у Италији и Шпанији, где се сматра легитимним женским обликом Андрес/Андрео/Андреу. Изван Италије, име се генерално сматра женским именом.

## Употреба
- На српском, чешком, словачком, пољском, словеначком, холандском, енглеском, француском, немачком, мађарском, индонежанском, скандинавским и шпанском, Андреа је женско име. Облици мушког рода су Андреј, Ондреј, Андрзеј, Анже, Андреас, Андрас, Андрео, Андрес, Андерс или Андре. Међутим, многи швајцарски мушкарци, без обзира на први језик, такође се зову Андреа, ако их прати средње име у мушком роду да би се придржавало швајцарског закона о именовању.
- На албанском Андреа је мушко име; њен изворни облик је Ндреа.
- На ретороманском Андреа је такође мушко име.
- На италијанском, Андреа је првенствено мушко име. Ипак, неки мушкарци италијанског порекла, из земаља у којима је Андреа женствена, носе то име.
- На бугарском језику Андреа се користи као женски облик од "Андреј".
- У Хрватској, Србији и Словенији Андреа је женско име; Андреја се може користити као женско име, док су Андрија, Андро и Андреј облици мушког рода. Једини изузетак је Истра, где је Андреа мушко име.
- У Румунији Андрееа је женско име и пише се са додатним "е". Међутим, женствена варијација. Андреа се такође користи. Андреа као етимон значи игла за плетење на румунском. Андреј је мушки облик.
- Andréia је најчешћи португалски правопис овог имена, иако се Андреа користи и у бразилском португалском. Мушки облик је Андре.
- На холандском, Андреа се користи као женско име, иако се варијанта Андрее налази у француском.
- На шпанском, Андреа и варијације које се пишу Андреина и Андреса користе се као женске варијанте за Андреј, Андрео и Андрес.
- На баскијском, Андреа и Андере постоје као женска имена. У првом се спајају два етимона: најраспрострањенији облик са грчким кореном, 'човек', и баскијско-аквитански антички облик "андере(а)", данашњи "андере(а)" и "андре(а)" , 'госпођа', 'дама' (користи се углавном као титула, нпр. "Андрамари", "Госпођа/Девица Марија"), за разлику од "јаун", "лорд". У популарној употреби, то на крају може значити 'одрасла жена'.
- На каталонском, Андреа се користи као женски облик "Андреу".
- На астуријском, Андреа је женски облик речи „Андрес“.